# Grönwohld
Grönwohld település Németországban, Schleswig-Holstein tartományban. Lakosainak száma 1510 fő (2023. december 31.). Grönwohld Trittau és Lütjensee községekkel határos.

## Népesség
A település népességének változása:
| Lakosok száma | 1064 | 1464 | 1502 | 1481 | 1521 | 1510 |
|               | 1975 | 2017 | 2019 | 2021 | 2022 | 2023 |